# Saint-Sauveur, Isère
Saint-Sauveur är en kommun i departementet Isère i regionen Auvergne-Rhône-Alpes i sydöstra Frankrike. Kommunen ligger i kantonen Saint-Marcellin som tillhör arrondissementet Grenoble. År 2022 hade Saint-Sauveur 2 108 invånare.

## Befolkningsutveckling
Antalet invånare i kommunen Saint-Sauveur
Referens:INSEE